# Ąžuolas
Ąžuolas é um nome lituano, que significa Carvalho, uma das árvores mais fortes da Lituânia.
É o nome de um dos filhos de Eglė, do conto folclórico lituano "Eglė, a Rainha das Serpentes".